# La Estancia, Huandacareo
La Estancia är en ort i Mexiko.   Den ligger i kommunen Huandacareo och delstaten Michoacán de Ocampo, i den centrala delen av landet, 240 km väster om huvudstaden Mexico City. La Estancia ligger 1 855 meter över havet och antalet invånare är 851.
Terrängen runt La Estancia är huvudsakligen kuperad, men åt sydost är den platt. Runt La Estancia är det ganska tätbefolkat, med 166 invånare per kvadratkilometer. Närmaste större samhälle är Huandacareo, 3,3 km nordost om La Estancia. Trakten runt La Estancia består till största delen av jordbruksmark.